# Josephine Amann-Weinlich
Josephine Amann-Weinlich (també Josephine –o Josefine– Weinlich, Dechtice, 2 d'agost de 1848 - Lisboa, 9 de gener de 1887) va ser una pianista, violinista, directora d'orquestra i compositora austríaca. Va fundar i dirigir la primera orquestra femenina d'Europa, entre diversos conjunts musicals.

## Primers anys i formació
Josephine Amann-Weinlich va néixer l'any 1848 a Dechtice (ara a Eslovàquia). Era una de les quatre filles de Franz Weinlich i la seva dona, Josepha, que s'havien establert a Viena com a fabricants de cintes. Va rebre classes de música del seu pare, de violí i piano. El seu pare tenia una societat de cant popular, i la família Weinlich actuava en diversos pubs vienesos; des de 1865 Josephine Weinlich va acompanyar cantants al piano als restaurants i clubs de Viena.

### Nova Orquestra de Dones de Viena
El 1868 va formar a Viena un quartet, en el qual ella tocava el piano i la seva germana Elise el violoncel. Primer va fer actuacions privades; amb dos músics més, el conjunt va debutar el 13 d'agost de 1868, a la Neue Dreherschen Bierhalle, de Viena, com Das neue Wiener Damen-Orchester («La nova orquestra de dones de Viena»), dirigida per Weinlich des del piano, amb «tres violins, harmònium, piano, arpa, flauta i violoncel». El repertori incloïa obertures de concerts, música dels Strauss i composicions pròpies. El conjunt, també anomenat Damenkapelle de Josefine Weinlich («La banda de dames de Josefine Weinlich»), va fer més actuacions a Viena, amb repartiments diversos, entre sis i vuit músics.
A més de Josephine Weinlich, les seves germanes Karoline (flauta), Elise (violoncel), i també Marie Grünner (violí, també com a solista) van ser-ne les primeres membres. En anys posteriors se succeïren els anuncis als diaris i els esforços per ampliar la plantilla: Leopoldine Ambros (concertista; violí, viola, contrabaix i piano), Josefine Friedl (violí, també com a solista) i Bayer i Suchy són músiques d'aquest primer període. L'orquestra va anar creixent i el 1869 va oferir concerts a altres ciutats europees.
Weinlich es va casar el 1870 amb Ebo Amann, que era agent de concerts, i després del seu matrimoni va treballar, amb la seva dona, com a director de la Vienna Ladies Orchestra, procurant l'adquisició de membres, la selecció de programes i l'organització de concerts.
El 1871 van iniciar una gira pels Estats Units; s'havien afegit al conjunt Pauline Jewe (violí), Alice Barbi (violí), Anna de Blanck (violí) i Louise Dellmayer (violoncel). Tot i que la gira va resultar excepcionalment positiva i les seves actuacions van despertar una onada de rèpliques americanes, els desacords amb el promotor van comportar la dissolució del conjunt.

### Primera orquestra europea de dones

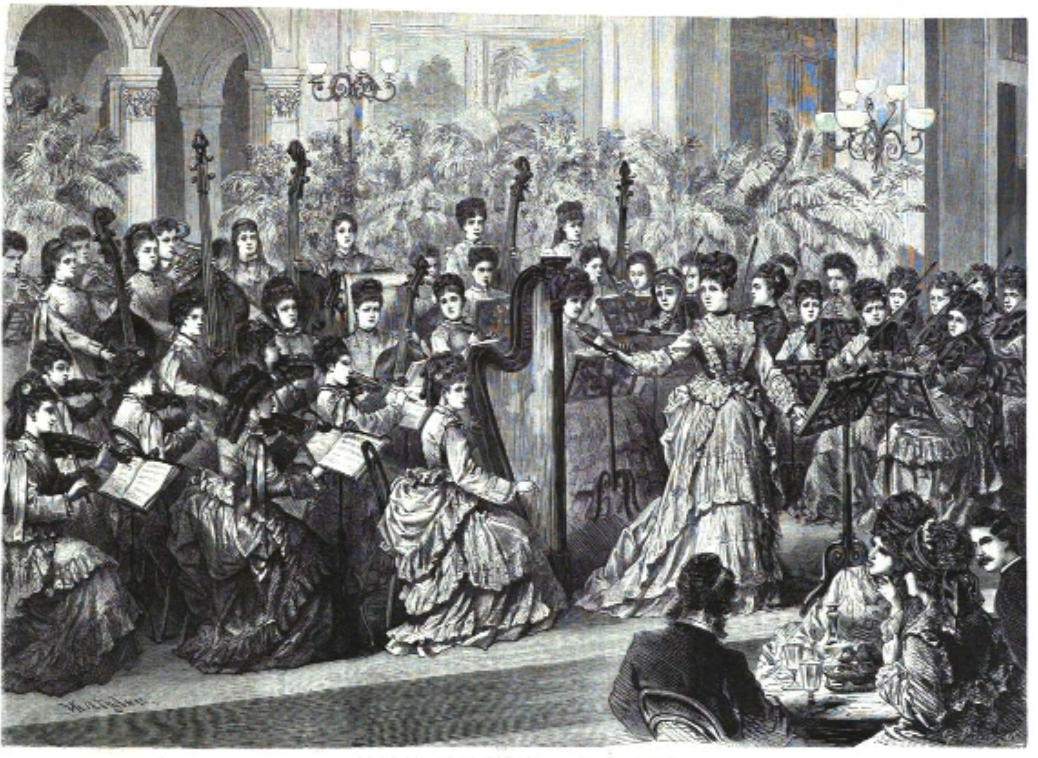
La Primera Orquestra Europea de Dones, Viena. Xilografia de Vincenz Katzler (1874).

De retorn a Viena, Josephine Amann-Weinlich va fundar una segona orquestra de dones que va tocar, al 1872, a Sant Petersburg. Al maig de 1873, Das Erste Europäische Damenorchester ("La primera orquestra europea de dones") va oferir el seu primer concert al Musikverein de Viena, dirigida per Amann-Weinlic. Hi havia quaranta intèrprets: 33 dones, amb 7 nois tocant instruments de metall. De l'organització de l'orquestra se n'encarregaven ara nou persones:"la directora, un director administratiu, dos secretaris, un mestre de música, un mestre d'instruments, un mestre de partitures, un mariscal de viatge i finalment un criat" (Neue Freie Presse, 22 de desembre de 1873).

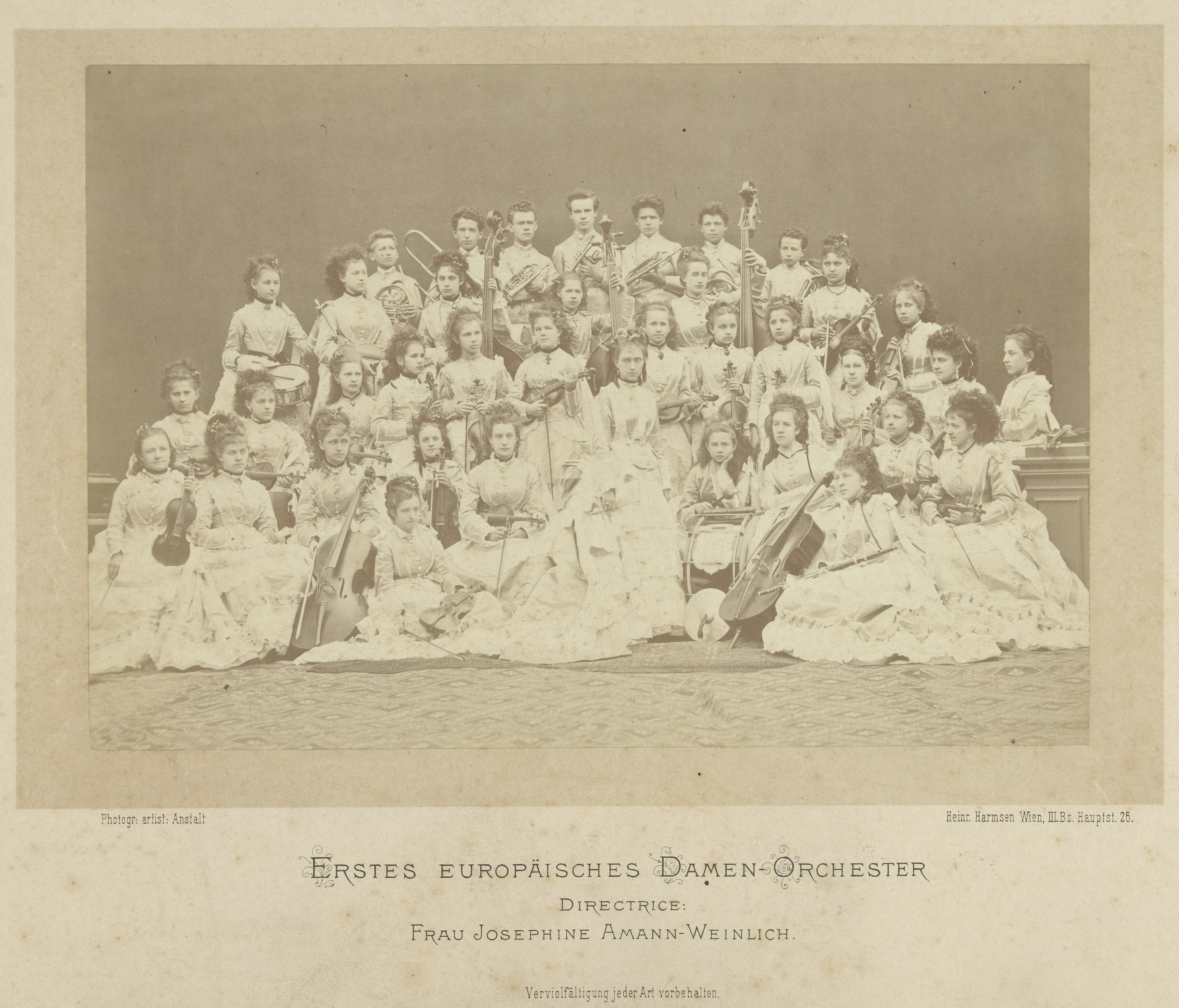
Retrat de grup de la Primera Orquestra Europea de Dones (Erstes Europäisches Damen-Orchester)

A l'estiu van fer concerts nocturns a l'Exposició Universal de Viena de 1873. En els mesos següents l'orquestra va visitar Dresden, Leipzig, Berlín i París, i més tard va tocar a Itàlia i Anglaterra. Un crític va escriure a The Musical Standard (1873, p. 376): «Mme. Amann Weinlich representa el tipus perfecte de la gran sacerdotessa del món musical. La seva mirada és comprensiva, el seu braç vigorós...» El 1876 van tocar a Escandinàvia, Holanda i Alemanya. L'orquestra es va dissoldre més tard.

### Cäcilien Quartet, i Lisboa
El 1878 va fundar, amb altres membres de l'orquestra –Elise Weinlich (violoncel), Marianne Stresow (violí) i Charlotte Deckner (viola)–, el Cäcilien Quartet, un quartet de piano; van actuar durant tot l'any a Suècia, Dinamarca, Alemanya i Suïssa; el repertori incloïa obres de Robert Schumann i Felix Mendelssohn, i les seves pròpies composicions.
Un cop dissolt, al desembre de 1878 Josephine Amann-Weinlich va fer diverses actuacions al Teatre del Liceu de Barcelona, interpretant amb la seva germana Elise i el cantant Georg Harmsen alguns recitals.
Des de 1879 Amann-Weinlich va viure a Lisboa, amb el seu marit, els fills i la seva germana. En aquesta estada va dirigir l'orquestra de la ciutat en una sèrie de concerts al Teatro da Trindade, i va ser directora durant una temporada al Teatre Nacional de São Carlos. Va ser editora de la Gazeta Musical, finançada pel seu marit, que va publicar algunes de les seves composicions. Va romandre a Lisboa amb la seva família, com a professora de piano; hi va morir, de tuberculosi, el 9 de gener de 1887.

## Composicions
Josephine Amann-Weinlich va ser valorada a la revista especialitzada Musikalisches Wochenblatt (1871) com una repectable compositora. Algunes de les seves composicions es van publicar a Viena.